# Mike Smith (trener piłkarski)
Michael John Smith (ur. 30 listopada 1937 w Hendon – zm. 22 lipca 2021) – angielski trener piłkarski.

## Kariera trenerska
W latach 1974–1979 Smith pełnił funkcję selekcjonera reprezentacji Walii. W 1979 roku odszedł ze stanowiska i został menedżerem klubu Hull City. Pracował w nim do 1982 roku. W 1985 roku zatrudniono go na stanowisku selekcjonera reprezentacji Egiptu. W 1986 roku doprowadził tą reprezentację do zwycięstwa w Pucharze Narodów Afryki 1986. W 1988 roku prowadził Egipt w Pucharze Narodów Afryki 1988, jednak zespół ten odpadł po fazie grupowej. W latach 1994–1995 ponownie był selekcjonerem reprezentacji Walii.